# 大阪学芸中等教育学校
大阪学芸中等教育学校（おおさかがくげいちゅうとうきょういくがっこう、英称：Osaka Gakugei Secondary School）は、大阪府大阪市住吉区長居にあった私立の中等教育学校。
中等教育学校の制度ができて以降、大阪府内で最初に開設された中等教育学校である。また開校から閉校までの間は、大阪府下で唯一の中等教育学校でもあった。2020年度以降の生徒募集を停止し、2025年3月末日に閉校した。

## 沿革
大阪学芸中学校でおこなわれていた6年間一貫教育の課程（1996年設置）を母体として、2003年に中等教育学校として開校した。学校創立年は、前身の大阪学芸中学校開校時の1996年と位置づけている。
2020年度以降の生徒募集を停止し、最終学年の在校生が卒業する2025年3月に閉校した。

### 年表
- 1996年 - 大阪学芸中学校が開校。大阪学芸高等学校と6年一貫教育を開始。
- 2003年4月 - 大阪学芸中等教育学校を開校。
- 2010年11月 - ユネスコスクールに加盟。
- 2019年6月18日 - 生徒の募集停止を発表[2]
- 2020年3月 - 生徒募集を停止
- 2025年3月 - 閉校[3]。

## 交通
- JR阪和線　鶴ケ丘駅、長居駅から北へ約600m（徒歩9分）
- 地下鉄御堂筋線　西田辺駅(M25)から南へ約700m（徒歩10分）、長居駅(M26)から北へ約800m（徒歩11分）